# أنيس بوسعيدي
أنيس بوسعيدي (مواليد 10 أبريل 1981) لاعب كرة قدم تونسي يجيد اللعب في مركز الظهير الأيمن ويلعب حالياً مع نادي تافريا سيمفروبول الأوكراني.

## روابط خارجية
- أنيس بوسعيدي على موقع الاتحاد الأوربي (الإنجليزية)
- أنيس بوسعيدي على موقع اتحاد أوكرانيا (الإنجليزية)
- أنيس بوسعيدي على موقع قاعدة بيانات كرة القدم.إي يو (الإنجليزية)
- أنيس بوسعيدي على موقع ليكيب (الفرنسية)
- أنيس بوسعيدي على موقع ناشيونال فوتبول تيمز (الإنجليزية)
- أنيس بوسعيدي على موقع Soccerway.com (الإنجليزية)
- أنيس بوسعيدي على موقع عالم كرة القدم.نت (الإنجليزية)
- أنيس بوسعيدي على موقع أوليمبيديا (الإنجليزية)